# Nicolás Fernández Miranda
Nicolás Fernández Miranda (Buenos Aires, 25 de noviembre de 1972) es un exjugador argentino de rugby que se desempeñaba como medio scrum. Es hermano del también jugador de rugby Juan Fernández Miranda.
Desde octubre de 2017 es junto a Martín Gaitán, asistente de Mario Ledesma; entrenador en jefe de los Jaguares.

## Selección nacional
Fue convocado a los Pumas por primera vez en mayo de 1994 para enfrentar a las Águilas, desde 1998 fue suplente de Agustín Pichot hasta el retiro de ambos y jugó su último partido en octubre de 2007 contra Les Bleus. En total jugó 46 partidos y marcó 30 puntos producto de seis tries.

### Participaciones en Copas del Mundo
| Mundial                       | Sede      | Resultado        | PJ | Tries |
| ----------------------------- | --------- | ---------------- | -- | ----- |
| Copa Mundial de Rugby de 1999 | Gales     | Cuartos de final | 1  | 0     |
| Copa Mundial de Rugby de 2003 | Australia | Primera fase     | 2  | 2     |
| Copa Mundial de Rugby de 2007 | Francia   | Tercer puesto    | 3  | 0     |

## Palmarés
- Campeón del Sudamericano de Rugby A de 1995, 1997, 2002 y 2003.
- Campeón del Torneo Nacional de Clubes de 1996, 2001, 2003, 2005 y 2010.
- Campeón del Top 12 de la URBA de 1996, 1998, 2006, 2007, 2008 y 2009.